# Gebenhofen
Gebenhofen ist ein Gemeindeteil der Gemeinde Affing im Landkreis Aichach-Friedberg, der zum Wittelsbacher Land im Regierungsbezirk Schwaben in Bayern gehört.

## Geographie
Gebenhofen hat rund 500 Einwohner und liegt rund zehn Kilometer nordöstlich von Augsburg zwischen Affing und Anwalting am Affinger Bach.

## Geschichte
Funde lassen darauf schließen, dass in Gebenhofen bereits in der Merowingerzeit die ersten Ansiedlungen erfolgten. Im 7. Jahrhundert existiert in der Landausbausiedlung der Hof eines Gebo. Im 12. Jahrhundert steht der Ort mit dem Kollegiatstift St. Andreas in Freising in Verbindung, das weltlichen Besitz und seit 1228 das Patronatsrecht der Pfarrkirche Gebenhofen und der Filialkirche von Anwalting besaß. Ein ansässiges wittelsbachisches Geschlecht benannte sich zu dieser Zeit nach dem Ort. Bezeugt ist 1250 und 1306 ein Chunradus de Gebenhouen bzw. Kunrad der Gebenhofer und 1280 ein Gebenhovarius. Im Jahre 1420 gab es neun Anwesen und eine Badestube, 1554 gab es 36 Feuerstätten (9 Bauern und 27 Söldner). Im Jahre 1760 werden folgende Grundherren genannt: Stift St. Andreas Freising, Hofmarkherrschaft Affing, Pfarrhof Gebenhofen, Kloster Thierhaupten, Domkapitel Augsburg, Hl.-Geist-Spital Aichach, Kirche Au (südl. vom Schloss Scherneck). 1812 wurde Gebenhofen zur selbstständigen Gemeinde, unterstand aber noch bis 1848? dem Gravenreuth’schen Patrimonialgericht in Affing.
Auch Gebenhofen wurde immer wieder von Kriegen heimgesucht. 955 verwüsteten Ungarn das Land. 1464 wurde Gebenhofen und seine Nachbarorte von den Augsburgern niedergebrannt. 1632 wurden die Orte von den Schweden (Dreißigjähriger Krieg) heimgesucht, 1703–1705 vom Spanischen Erbfolgekrieg und 1797 von den französischen Revolutionstruppen der Koalitionskriege.
Im Zweiten Weltkrieg am 28. April 1945 wurde Gebenhofen von US-Kampfflugzeugen u. a. mit Brandbomben beschossen, nachdem die westlich von Gebenhofen gelegene Flak-Stellung der heranrückenden 7. US-Armee Widerstand leistete und ein US-Aufklärungsflugzeug vom Dorf aus beschossen wurde. 34 Gebäude brannten ab, aber von den 300 Einwohnern kam niemand zu Schaden. Als zuvor die deutsche Armee im Turm der Dorfkirche einen Beobachtungsposten errichten wollte, verbarg Pfarrer Anton Wiedemann den Turmschlüssel und versteckte sich in einem Paramentenkasten hinter dem Altar. Am 1. Mai 1978 wurde Gebenhofen in die Gemeinde Affing eingegliedert.
Am 13. Mai 2015 wurde der Ortskern von Gebenhofen von einem Tornado verwüstet.
Ortsnamen: Gebenhoven (1228), Gebenhouch (1269), Gebenhofen (1310), Gemhofa (Volksmund)

## Sehenswürdigkeiten

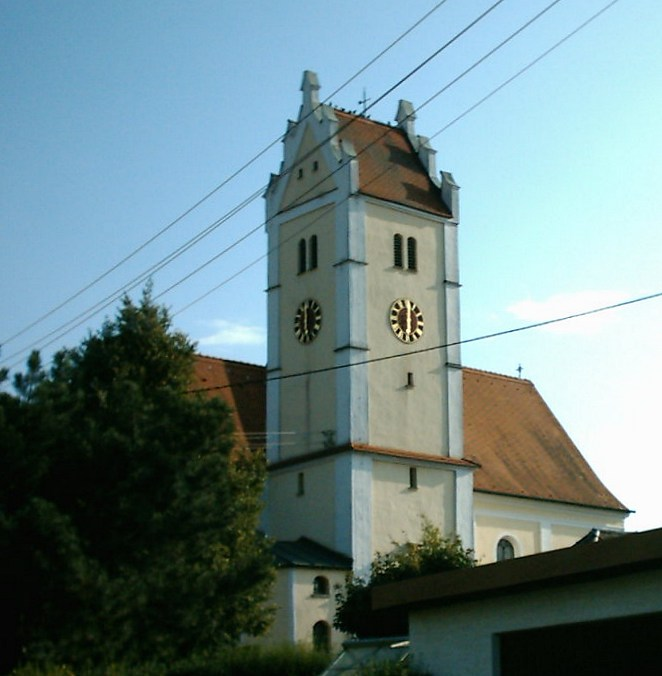
Pfarrkirche Mariä Geburt

- Die katholische Pfarrkirche Mariä Geburt steht, umgeben vom Gottesacker, etwas erhöht in der Ortsmitte. Die Kirchengründung erfolgte vermutlich im 8. Jahrhundert. Das Patronatsrecht lag von 1228 bis 1803 beim Stift St. Andrea in Freising. Der gotische Satteldach-Turm mit Zinnen-Giebeln stammt aus dem 15. Jahrhundert, der Chorraum aus dem 16. Jahrhundert. Das baufällige Langhaus wurde 1765 abgebrochen und neu errichtet (kirchliche Weihe 1785). Außen an der Ostseite befindet sich ein großes Kruzifix aus dem 18. Jahrhundert. Die Innenausstattung ist barock mit Rokoko-Stuck. Die Fresken stammen von Fr. J. Maucher und zeigen im Chorraum Maria Geburt und im Langhaus die Verehrung der Mutter Gottes durch die damals bekannten vier Erdteile.
- An der Straße nach Anwalting befindet sich eine Wegkapelle aus dem 18. Jahrhundert mit lebensgroßem heiligen Nepomuk.
- Zwischen Gebenhofen und Anwalting steht die Salzbergkapelle.